# Aerei da Combattimento
Aerei da combattimento è una serie documentaristica che ripubblica in italiano la serie "Wings of War" prodotta da Woodcut Media nel 2017.
In Italia è stata mandata in onda sul canale tv digitale terrestre Focus e sulla tv satellitare Sky.
I vari episodi descrivono come gli aerei abbiano mutato le strategie militari nel condurre una guerra e di come la tecnologia abbia, anno dopo anno, fatto evolvere le tattiche di combattimento.
| N° | Titolo italiano            | Titolo originale         |
| -- | -------------------------- | ------------------------ |
| 1  | Bombardieri                | Bombers                  |
| 2  | Banditi Segreti Spie       | Bandits, Secrets & Spies |
| 3  | Supremazia dell'Aria       | Fight For The Skies      |
| 4  | La battaglia d'Inghilterra | The Battle Of Britain    |
| 5  | Motori a Reazione          | The Jet Engine           |
| 6  | Aviazione Navale           | Naval Aviation           |
| 7  | La Battaglia delle Midway  | The Battle Of Midway     |
| 8  | Interventi di Emergenza    | Crisis Ops               |
| 9  | Elicotteri                 | Helicopters              |
| 10 | Top Gun e Aerei Anticarro  | Top Guns And Tankbusters |